# Matsumoto Ikuo
Matsumoto Ikuo (sinh ngày 3 tháng 11 năm 1941) là một cầu thủ bóng đá người Nhật Bản.

## Đội tuyển bóng đá quốc gia Nhật Bản
Matsumoto Ikuo thi đấu cho đội tuyển bóng đá quốc gia Nhật Bản từ năm 1966 đến 1969.

## Thống kê sự nghiệp
| Đội tuyển bóng đá Nhật Bản | Đội tuyển bóng đá Nhật Bản | Đội tuyển bóng đá Nhật Bản |
| Năm                        | Trận                       | Bàn                        |
| -------------------------- | -------------------------- | -------------------------- |
| 1966                       | 4                          | 1                          |
| 1967                       | 3                          | 0                          |
| 1968                       | 2                          | 0                          |
| 1969                       | 2                          | 0                          |
| Tổng cộng                  | 11                         | 1                          |